# Radius (Marvel Comics)
Radius é um personagem fictício de quadrinhos do Universo Marvel. Sua primeira aparição foi em Alpha Flight: In The Beginning #-1, como Jared.

## História
Jared e seu meio-irmão Adrian, foram deixados no orfanato Hull House, que, na verdade era uma instalação secreta operada pelo governo canadense, o Departamento H. Adrian se tornou uma pessoa tímida e resevada, já Jared, tornou-se uma pessoa atlética, agessiva e arrogante. Ambos manifestaram sus poderes mutantes após a puberdade, Adrian ganhou a habilidade de transformar partes de seu corpo em lâminas, enquanto Jared o poder de criar campos de força, que ele não consegue desligar completamente. Os irmãos foram recrutados para a Tropa Alfa. Eles ajudaram a Tropa Alfa em várias batalhas, incluido a organizição do Zodíaco, o Bishop e o próprio líder do Departamento H, Jeremy Clarke, que morreu envenenado por radiação durante um ataque do Zodíaco na sede do Departamento H. Sua equipe se juntou a alguns dos membros originais da Tropa Alfa para derrota uma nova Arma X, que havia sido criada por um ex-cientista do Departamento H. Com o fim da batalha, ficou decidido que existinam membros suficientes para duas equipes, os membros mais novos da Tropa Alfa foram para a Tropa Beta. Com a ajuda Adrian, ele descobriu que seu pai era o mutante Unus, inimigo dos X-Men. Mais tarde Radius foi recrutado para a Tropa X, uma força paramilitar fundada por Banshee, ex-diretor da Geração X. Quando a Tropa X foi invadida pelos vilões, Jared foi atacado por Avalanche, ele abriu um buraco sobre Radius, ele se salvou graças ao seu campo de força.

## Poderes
Jared foi um dos mutantes que perdeu seus poderes no Dia-M.
Radius pode gerar um campo de força ao seu redor, que ele não consegue desativar.